# Heilig Blut (Altenerding)

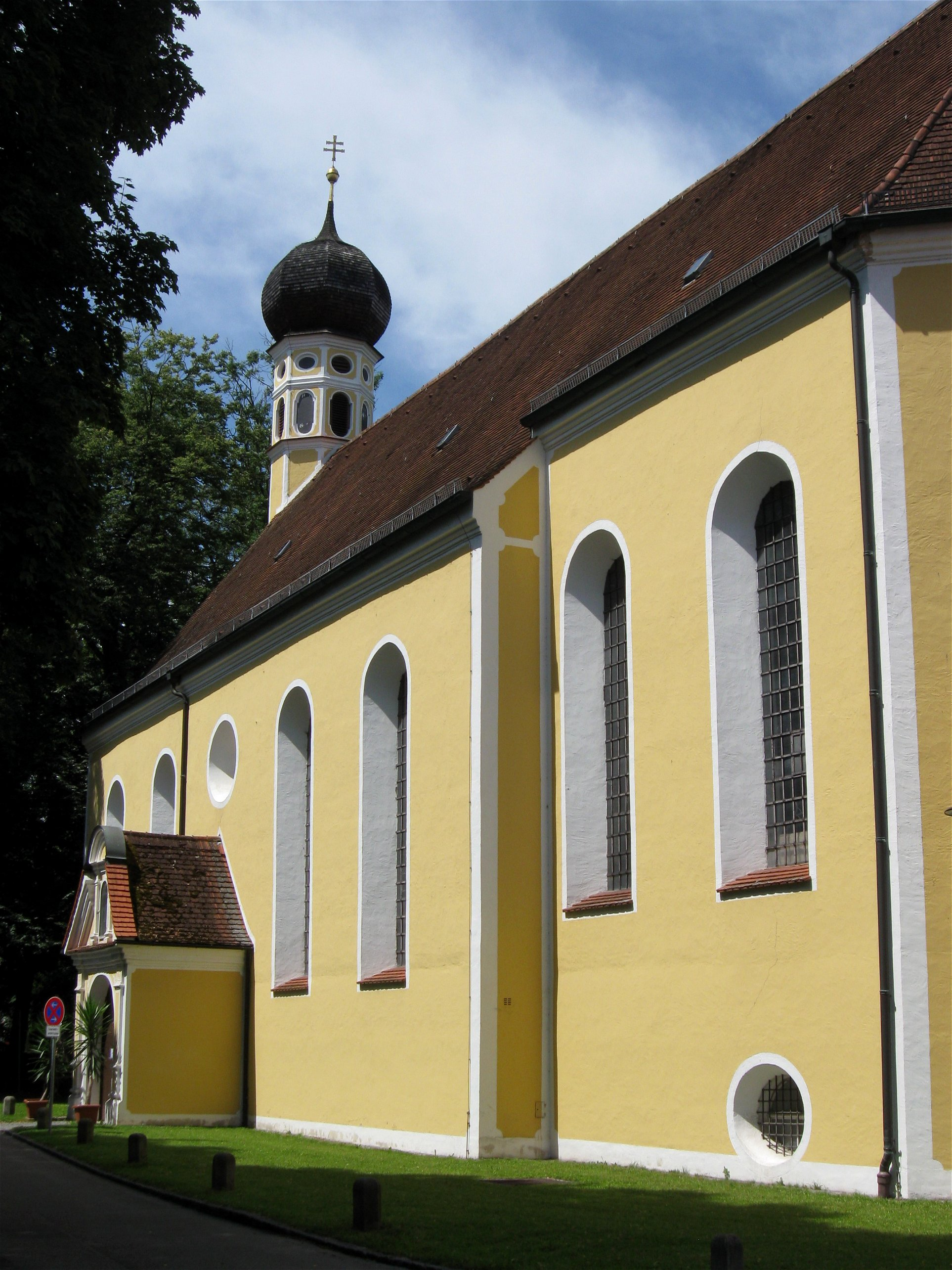
Wallfahrtskirche Hl. Blut

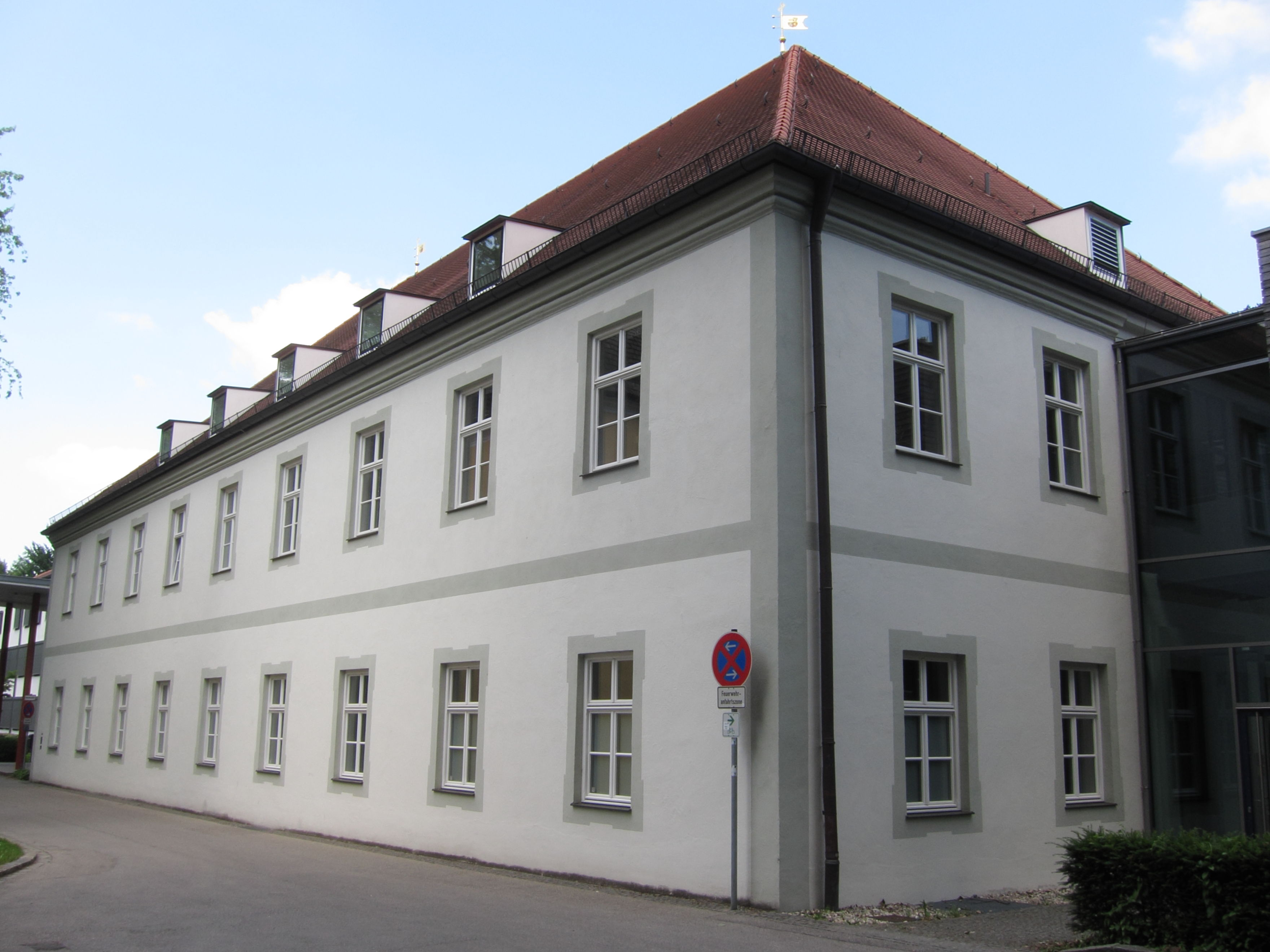
Ehem. Schloss Hl. Blut

Die römisch-katholische Wallfahrtskirche Heilig Blut steht im gleichnamigen Ortsteil und Wallfahrtsort Heilig Blut auf dem Stadtgebiet der oberbayerischen Kreisstadt Erding.
Der Saalbau mit eingezogenem Chor und angefügter Sakristei sowie kleinem Dachreiter mit Zwiebelhaube ist im Kern spätgotisch und wurde von Hans Kogler 1675 weitestgehend umgebaut. Die Brunnenkapelle ist ein oktogonaler Bau mit ausgeprägter Pilastergliederung und Zeltdach von Hans Kogler, 1701. Die Wallfahrtskirche ist ein nach der Haager Konvention zum Schutz von Kulturgut bei bewaffneten Konflikten geschütztes Kulturgut. 
Die Kirche ist wegen Rissen im Mauerwerk seit Ende Dezember 2015 gesperrt. 2019 lösten sich Dachziegel. 2021 wurden Bauuntersuchungen und dafür erforderliche Reinigungsarbeiten durchgeführt. Die Sanierungskosten werden auf 15 Millionen Euro geschätzt.
Die Mädchenrealschule Heilig Blut im ehemaligen Schloss wurde durch die Armen Schulschwestern 1896 gegründet und wird seit 1972 unter der Trägerschaft des Erzbischöflichen Ordinariats München und Freising weitergeführt.